# John A. Hobson
John Atkinson Hobson, född 6 juli 1858 i Derby, död 1 april 1940 i Hampstead i London, var en brittisk socialliberal nationalekonom knuten till Oxford, och kritiker av imperialismen. Han var mycket populär föreläsare och författare, som särskilt gick hem hos demokratisk-reformistiska socialister och vänsterliberaler. 

## Fördelningens problem
Hobson kritiserade den klassiska ekonomin som band sig till matematiska lagar, och menade i stället att ekonomin bars upp av social välfärd och borde vara grunden för ekonomiska reformer. Hans tankar föregick John Maynard Keynes, hos vilken teorin utvecklades ytterligare. I Sverige influerades Ernst Wigforss mycket.
I Poverty in plenty har Hobson framför allt sysslat med fördelningens problem och söker uppvisa hur den ojämna inkomstfördelningen ger upphov till en kapitalbildning som vida överträffar vad näringslivet behöver så länge massornas köpkraft icke medger en väsentligt höjd konsumtion. 

## Imperialism
I Imperialism (1902) kopplade han imperialism till kapitalism. Det är sannolikt att hans bok har haft större direkt inflytande på det socialistiska teoriskapandet kring imperialismen än Marx skrifter. Detta beror säkert inte minst på att Hobson på ett osedvanligt klart och välformulerat sätt lägger fram en förhållandevis enkel förklaring till imperialismen.
Hobson var den förste liberale ekonom som systematiskt förklarade avsättningskriserna i det kapitalistiska samhället med underkonsumtion och i sin bok om imperialismen etablerar han ett orsakssammanhang mellan ackumulation av överskottskapital och expansion i de transoceana länderna. Roten till imperialismen finner han i för stort sparande och härav följande underkonsumtion. Under den fria konkurrensen kan kapitalet obehindrat investeras i hemlandets verksamheter. Detta leder till periodiska kriser, varunder stora mängder kapital och arbetskraft ligger obrukat. Under den monopolistiska kapitalism som har utvecklat sig under de sista decennierna av 1800-talet går monopolens strävan ut på att undgå detta spel genom att ersätta överproduktion med reglering av utbudet. Härvid uppnås det större stabilitet i avsättningen men samtidigt spärras de gamla investeringskanalerna och investeringarna begränsas till det belopp som är nödvändigt för att upprätthålla det normala varuutbudet. Denna starka begränsning av investeringarna på hemmamarknaden tvingar monopolen eller storfinansiärerna till att söka andra investeringsmöjligheter för sitt kapital, och här kommer andra industrialiserade nationer och speciellt kolonierna in i bilden. Hobson sammanfattar: 
| ”                    | Imperlialismen är ett uttryck för industrimagnaternas strävan efter att utvidga kanalerna för sitt överskottskapital genom att söka sig främmande avsättningsmarknader och investeringsmöjligheter, som skall ta över de varor och det kapital, som inte kan säljas eller brukas i hemlandet. | „ |
| – Hobson 1902, s. 85 | |   |

Kapitalinvesteringarna i andra länder och i kolonierna är enligt Hobsons åsikt den viktigaste faktorn i den ekonomiska imperialismen, dels därför att kapitalets ränteavkastning är mycket större än den intäkt som uppnås vid allmän import- och exporthandel, dels därför att intäkterna från kapitalinvesteringarna - som till ca 50 procent finns i kolonierna - i motsats till intäkterna från handeln stiger mycket kraftigt. Härigenom blir investorn en central intressent i imperialismen. Den aggressiva imperialismen är en källa till stor vinst för investorn, som inte kan finna användning för sitt kapital i hemlandet och därför begär att hans regering skall hjälpa honom till säkra investeringar på andra sidan havet. Av ännu större betydelse för den imperialistiska politiken anser Hobson finansmannen vara. De stora bankhus som sysslar med bankväsen, investeringar, långivning osv är de egentliga bankmännen. De är anhängare av en imperialistisk politik därför att den ger dem ökad möjlighet till profit. Av spekulationshänsyn är de i det stora hela intresserade av internationell spänning och rustningar. 
Enligt Hobson har Englands utrikes- och kolonipolitik primärt varit en kamp för att uppnå profitabla investeringsmarknader. För att försäkra sig om dessa marknader har kapitalisterna tagit statsmakten i bruk. Således blir imperialismen inte bara en liten klicks privata företag utan kommer att utövas i hela nationens namn. Klassintressena kommer att dominera den nationella politiken. 

### Hobson och marxism
Hobsons modell av imperialismen går senare igen hos alla marxister, klarast hos Vladimir Lenin. Lenin håller sig mycket nära till Hobson, men sätter in hans idéer i en dialektisk-materialistisk ram. Skillnaden mellan Hobson och marxisterna visar sig i utläggningen av de ekonomiska lagar som betingar imperialismen. Medan de flesta marxister anser imperialismen för en oundviklig produkt av motsättningarna i det kapitalistiska samhället och som ett nödvändigt steg på vägen till socialismen, menar Hobson att imperialismen kan göras överflödig genom att man helt enkelt utvidgar förbrukningen i hemlandet. Därmed försvinner behovet av kapitalexport, och den imperialistiska politiken kan ersättas med en fredsbetonad utrikespolitik.